# Diphile
Diphile (Δίφιλος), poète comique grec du IVe siècle av. J.-C., contemporain de Ménandre. 

## Notice biographique
Né à Sinope. Il est l'un des représentants les plus éminents de la Nouvelle Comédie. Bien qu'il ait composé et fait jouer la plupart de ses pièces à Athènes, il mena une vie errante et mourut à Smyrne. Il fut couronné au moins trois fois aux Lénéennes.
Il avait composé une centaine de comédies, dont il ne nous reste que de courts fragments, publiés dans les Fragmenta Comicorum Graecorum d'Augustus Meineke au XIXe siècle, dans les Comicorum Atticorum fragmenta de Theodor Kock (1884) et dans le volume 5 des PCG (1986). Plusieurs ont été imitées par Plaute, notamment dans la Casina (inspirée des Klèroumenoi) et le Rudens ainsi que dans l’Asinaria (inspirée de l’Onagros), les Commorientes (adaptation perdue des Synapothnèskontes) et probablement la Vidularia (qui paraît reposer sur la Schedia / Le Radeau), et par Térence dans les Adelphes (qui réutilisent une scène des Synapothnèskontes).

## Œuvres connues
- Ἄγνοια Agnoia (« L'Ignorance », peut-être de Calliadès)
- Ἀδελφοί Adelphoi (« Les Frères »)
- Αἱρησιτείχης Airèsiteichès (« Le Preneur de Remparts »)[2],[3]
- Ἀλείπτρια Aleiptria (« La Masseuse »)
- Ἄμαστρις ἢ Ἀθηναῖος Amastris ou Athènaios (« Amastris ou L’Athénien »)
- Ἀνάγυρος Anagyros (...)
- Ἀνασωιζόμενοι Anasôzomenoi (« Les Rescapés »)
- Ἄπληστος Aplèstos (« L’Insatiable »)
- Ἀποβάτης Apobatès (« Le Voltigeur »)
- Ἀπολιποῦσα Apolipousa (« La Volage »)
- Βαλανεῖον Balaneion (« Le Bain public »)
- Βοιώτιος Boiôtios (« Le Béotien »)
- Χρυσοχόος Chrysochoos (« L'Orfèvre »)
- Γάμος Gamos (« Le Mariage »)
- Δαναίδες Danaides (« Les Danaïdes »)
- Διαμαρτάνουσα Diamartanousa (« Complètement fourvoyée »)
- Ἐγκαλοῦντες Enkalountes (« Les Accusateurs »)
- Ἑκάτη Hekatè (« Hécate »)
- Ἐλαιὼν ἢ Φρουροῦντες Elaiôn ou Phrourountes (« L'Oliveraie ou Les Gardiens »)
- Ἔμπορος Emporos (« Le Marchand »)
- Ἐναγίζοντες Enagizontes (« Ceux qui sacrifient à un demi-dieu »).
- Ἐπιδικαζόμενος Epidikazomenos (« Le Plaignant »)
- Ἐπίκληρος Epiklèros (« L'Héritière »)
- Ἐπιτροπή Epitropè (« La Tutelle »), ou Ἐπίτροπος Epitropos (« Le Tuteur »)
- Ἑλενηφοροῦντες Helenèphorountes (« Les Porteurs d'objets rituels à la fête d'Artémis de Braurion »)
- Ἑλλεβοριζόμενοι Helleborizomenoi (« Les Consommateurs d'ellébore »)
- Ζωγράφος Zôgraphos (« Le Peintre »)
- Ἡρακλῆς Hèraklès (« Hercule »)
- Ἥρως Hèrôs (« Le Héros »)
- Θησαυρός Thèsauros (« Le Trésor »)
- Θησεύς Thèseus (« Thésée »)
- Κιθαρωιδός Kitharôdos (« Le Joueur de cithare »)
- Κληρούμενοι Klèroumenoi (« Les Tireurs au sort »)
- Λημνίαι Lèmniai (« Les Lemniennes »)
- Μαινόμενος Mainomenos (« Le Fou »)
- Μνημάτιον Mnèmation (« Le Petit Tombeau »)
- Ὄναγρος Onagros (« L'Âne sauvage »)
- Παιδερασταί Paiderastai (« Les Pédérastes »)
- Παλλακή Pallakè (« La Concubine »)
- Παράσιτος Parasitos (« Le Parasite »)
- Πελίαδες Peliades (« Les Péliades »)
- Πιθραύστης Pithraustès (peut-être Tithraustès)
- Πλινθοφόρος Plinthophoros (« Le Porteur de briques »)
- Πολυπράγμων Polypragmôn (« L'Homme qui se mêle de tout »)
- Πύρρα Pyrrha (« Pyrrha », ou peut-être « La Rousse »)
- Σαπφώ Sapphô (« Sapho »)
- Σικελικός Sikelikos (« Le Sicilien », peut-être de Philémon)
- Συναποθνήισκοντες Synapothnèskontes (« Ceux qui meurent ensemble »)
- Σύντροφοι Syntrophoi (« Ceux qui ont été nourris ensemble », « Les Frères de lait »)
- Συνωρίς Synôris  (« Le Bige »)
- Σχεδία Schedia (« Le Radeau »)
- Τελεσίας Telesias (« Télésias »)
- Φιλάδελφος Philadelphos (« L'Homme qui aime son frère »)
- Φρέαρ Phrear (« Le Puits »)